# Schoenobiblus elliptica
Schoenobiblus elliptica är en tibastväxtart som beskrevs av Pilg.. Schoenobiblus elliptica ingår i släktet Schoenobiblus och familjen tibastväxter. Inga underarter finns listade i Catalogue of Life.